# Алексова, Блага
Бла́га А́лексова (24 января 1922 года, Тетово, Королевство Югославия — 12 июля 2007 года, Скопье, Северная Македония) — македонский учёный, академик. Считается первой женщиной-археологом Северной Македонии.

## Биография
Блага Алексова родилась 24 января 1922 года в Тетово (тогда Королевство Югославия). Окончила факультет художественных искусств в университете Святых Кирилла и Мефодия в Скопье. Защитила докторскую степень в университете в Любляне. Благодаря интенсивным исследованиям она обнаружила множество исторических памятников (в основном святилищ) в Вардарской Македонии.
В 1975—1983 годах она работала в Институте истории искусств профессором средневековой и ранневизантийской археологии. Тогда Блага занималась в основном изучением средневековых исторических памятников, керамики, обычаев и традиций. Открыла и исследовала старую епископскую базилику в античном городе Стоби. Проводила археологические работы в таких городах и сёлах Демир-Капия, Баргала, Крупище, Струмица, Полог, Охрид, Преспа, Дойран, Оризари, Стоби, Радолище и др.
Руководила международными исследовательскими проектами в Баргале и Стоби. Участвовала в многочисленных научных встречах в Северной Македонии, Соединённых Штатах Америки, Австрии, Соединённом Королевстве, России, Румынии, Турции, Болгарии, Италии, Хорватии, Сербии, Греции и Албании.
Член Македонской академии наук и искусств (1997). Позже стала профессором университета Святых Кирилла и Мефодия в Скопье, публиковала множество исследований в Македонии и за рубежом.
Блага Алексова умерла 12 июля 2007 года.